# Eggersdorf (Müncheberg)
Eggersdorf ist einer von sieben Ortsteilen der Stadt Müncheberg und befindet sich östlich von Berlin im Landkreis Märkisch-Oderland. Die erste urkundliche Erwähnung erfolgte 1288 als Eggehardestorp. Der Ortsname geht mit hoher Wahrscheinlichkeit auf einen Personennamen (Eggehard oder Egehard) zurück.

## Geschichte
In den Jahren 1284/87 war Eggersdorf noch im Lehensbesitz des Erzstifts Magdeburg, ab etwa 1300 gehörte es zur Mark Brandenburg, war jedoch weiter an Vasallen verliehen. 1476 fiel das Lehen an den Lebuser Bischof zurück und wurde dem Domkapitel übertragen. Von 1508 bis 1658 war das Dorf im Besitz derer von Pfuel. 1801 hatte das Dorf eine Schmiede, einen Krug und die Posthalterei; hier lebten 163 Menschen.
Um 1900 existierten in Eggersdorf 18 bäuerliche Betriebe.
Am 31. März 2002 wurde Eggersdorf nach Müncheberg eingemeindet.

## Einwohnerentwicklung
Die folgende Übersicht zeigt die Entwicklung der Einwohnerzahl von Eggersdorf (Gebietsstand 2006).
| Jahr | Einwohner |
| ---- | --------- |
| 1734 | 88        |
| 1939 | 290       |
| 1946 | 469       |
| 1981 | 307       |
| 2006 | 341       |

## Sehenswürdigkeiten

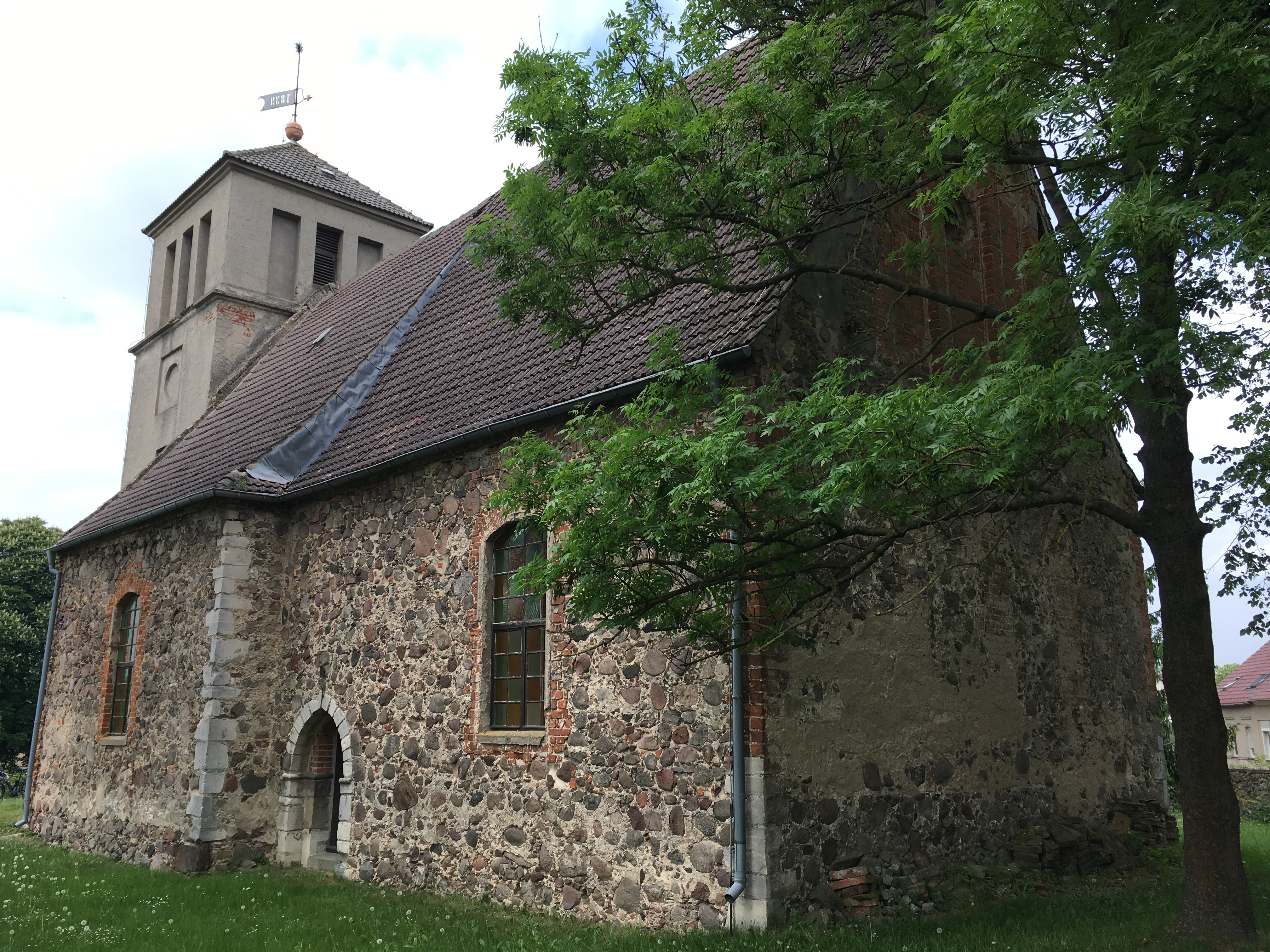
Eggersdorfer Kirche

### Kirche
Die Eggersdorfer Kirche ist ein spätmittelalterlicher Bau aus Feld- und Backsteinen. Das Kirchenschiff ist auf seiner Westseite verkürzt. Experten vermuten daher, dass ursprünglich eine größere Anlage geplant war. Im Innern befindet sich unter anderem ein Kanzelaltar, den J. C. Martin im Jahr 1746 schuf.

### Kosakendenkmal
Am Weg nach Gölsdorf befindet sich das sogenannte Kosakendenkmal, welches an den Tod eines russischen Offiziers im Februar 1813 bei den Kämpfen gegen die französischen Besatzungstruppen in Deutschland erinnert.

## Flugplatz Eggersdorf
In Eggersdorf befindet sich der Flugplatz Eggersdorf, ein Verkehrslandeplatz mit einer 2380 m langen Grasbahn.